# Hermann Evers
Hermann Evers (* 29. Mai 1825 in Warburg; † 29. August 1904 oder 28. Mai 1906 in Bielefeld) war ein Jurist und Reichstagsabgeordneter.
Evers machte sein Abitur auf dem Gymnasium in Paderborn, studierte Jura an den Universitäten Bonn und Berlin und trat im November 1845 in den Justizdienst ein. Zunächst war er Richter in Delbrück bei Paderborn, ab 1857 in Büren. Evers war ab 1878 Landgerichtsrat in Bielefeld.
Von 1870 bis 1888 war er Mitglied des Preußischen Abgeordnetenhauses und von 1871 bis 1874 und von 1890 bis 1893 Mitglied des Deutschen Reichstags für das Zentrum, erst für den Wahlkreis Regierungsbezirk Minden 5 (Höxter, Warburg) und dann für Minden 3 (Bielefeld, Wiedenbrück).